# Bill Klucas
William Arthur Klucas, detto Bill (Vermillion, 8 luglio 1941 – Brownsville, 22 aprile 2014), è stato un allenatore di pallacanestro statunitense, professionista nella NCAA, nella CBA e in Brasile.

## Carriera
Ha iniziato la sua carriera da allenatore come assistente prima ad Ashford University (per cui aveva anche giocato quando frequentava l'ateneo) e successivamente ad Ohio State University. Dal 1971 al 1973 lavora come assistente allenatore a Minnesota, mentre nel 1973 diventa allenatore di Milwaukee, nella Division I della NCAA, chiudendo la sua prima stagione come capo allenatore con un bilancio di 14 vittorie e 12 sconfitte; rimane alla guida della squadra anche nella stagione 1974-75, nella quale ottiene 8 vittorie a fronte di 8 sconfitte.
L'anno seguente allena invece il Palmeiras, squadra della massima serie brasiliana; sempre nel 1976 allena anche gli Hartford Downtowners, franchigia della EBA.
Dopo un anno di inattività torna in panchina nella stagione 1977-78 alla guida degli Anchorage Northern Knights, franchigia della CBA. Lascia la squadra dopo un anno per andare ad allenare i Montana Sky nella Western Basketball Association. In seguito alla chiusura di questa lega nell'estate del 1979, torna ad Anchorage in CBA e vi rimane nella stagione 1979-80 (nella quale vince anche il campionato ed il premio di miglior allenatore dell'anno della CBA) e nella stagione 1980-1981.
Allena in CBA anche dal 1981 al 1985, passando due stagioni sulla panchina dei Billings Volcanos e due su quella dei Wisconsin Flyers; dopo un anno ai Wyoming Wildcatters (sempre in CBA) torna ai Flyers, nel frattempo trasferiti a Rochester, e vi allena per altre due stagioni consecutive fino al termine della stagione 1987-88.
Nel 1990 ha allenato i Columbus Horizon, mentre nella stagione 1991-92 ha seduto sulla panchina degli Yakima Sun Kings: dopo queste due esperienze in CBA rimane inattivo fino al 1996, anno in cui viene ingaggiato dai Winnipeg Cyclone della IBA. Rimane in Canada per due campionati, ed allena nella IBA anche per la stagione 1998-99 sulla panchina dei Rochester Skeeters.
Successivamente, nella stagione 1999-2000, torna in CBA come assistente allenatore dei La Crosse Bobcats; l'anno seguente dopo un periodo come allenatore ad interim viene riconfermato alla guida della squadra fino alla fine del campionato, superando così la quota di 568 partite da allenatore nella CBA. Nella stagione 2005-2006 svolse il doppio ruolo di vice-presidente e allenatore presso i Cedar Rapids BallHogs, una squadra della AAPBL.
Oltre all'attività di allenatore ha anche lavorato come scout per numerose squadre NBA, come giornalista politico e come consulente nelle campagne elettorali di numerosi membri del Senato degli Stati Uniti d'America.
È deceduto il 22 aprile 2014 a causa di un tumore.

## Palmarès
- Campione CBA (1980)
- CBA Coach of the Year (1980)